# Cholesteatoom
Cholesteatoom is een aandoening waarbij zich in het middenoor huidcellen en smeer ophopen die afkomstig zijn van een invaginatie van het trommelvlies en die niet meer zoals normaal via de uitwendige gehoorgang worden afgevoerd. Bijna altijd is dit het gevolg van een slecht werkende buis van Eustachius, waardoor het middenoor niet goed belucht kan worden en een chronisch vacuüm ontstaat met een ingetrokken trommelvlies dat op de zwakste plaats (meestal achterboven, het zogenaamde membraan van Shrapnell) een soort zakje gaat vormen waaruit de afgestoten huidcellen niet kunnen verdwijnen naar de buitenwereld, maar zich ophopen en zo het zakje vullen en dus vergroten.
Op zichzelf is het cholesteatoom goedaardig, maar doordat er in het middenoor niet veel ruimte is en de fragiele structuur van de gehoorbeentjes in het middenoor snel in de verdrukking raakt, kan een onbehandeld cholesteatoom, als het niet op tijd wordt ontdekt, toch veelal tot schade aan het middenoor en uiteindelijk tot doofheid leiden. In ernstige gevallen breidt het cholesteatoom zich zo uit dat de hersenvliezen worden bereikt en er een hersenvliesontsteking (meningitis) kan ontstaan. Ook kan de aangezichtszenuw (nervus facialis) worden kapotgedrukt met een verlamde gelaatshelft als gevolg.
De behandeling bestaat uit operatieve volledige verwijdering van de cholesteatoommassa en het huidzakje. Geregelde controle op recidief blijft levenslang noodzakelijk.